# Terrorisme religieux
Le terrorisme religieux, ou l'extrémisme religieux, est une sorte de violence dans la religion où le terrorisme est utilisé comme stratégie afin d'accomplir certains buts religieux ou étant influencés par des croyances et/ou une identité religieuse. 
Dans l'Histoire moderne, à la suite du déclin des idées telles que le droit divin ainsi qu'avec l'essor du nationalisme, le terrorisme se base davantage sur l'anarchisme, ainsi que la politique révolutionnaire. Cependant, depuis 1980, il eut une augmentation du terrorisme motivé par la religion,. 
L'ancien Secrétaire d'État des États-Unis Warren Christopher déclara que les actes terroristes au nom de la religion ainsi qu'à l'identité ethnique est devenu "l'un des défis sécuritaires le plus important auquel nous faisons face à la suite de la Guerre Froide." En revanche, les politologues Robert Pape et Terry Nardin, le psychologue Brooke Rogers, ainsi que le sociologue et spécialiste des études religieuses Mark Juergensmeyer ont tous affirmé que la religion ne devrait être considérée seulement en tant que facteur accidentel et qu'ainsi, le terrorisme est principalement géopolitique.

## Définition
Selon Juergensmeyer, la religion et la violence ont eu un lien symbiotique depuis l'époque précédant les croisades, ainsi que l'époque précédant la Bible. Il définit le terrorisme religieux comme consistant en actes terrifiants, dont la définition par les témoins - les individus ayant été terrifiés - et non par le parti ayant commis l'acte ; accompagné d'une motivation religieuse, une justification, une organisation, ou une conception du monde. La religion est parfois combinée avec d'autres facteurs, et est parfois la première motivation. Le terrorisme religieux est intimement lié aux forces courantes de la géopolitique.
Bruce Hoffman caractérisa le terrorisme religieux moderne comme ayant trois traits :
- Les responsables doivent employer les écritures religieuses afin de justifier, d'expliquer leurs actes violents ou recruter[5].
- Les figures cléricales doivent être impliquées dans des rôles de dirigeant[3].
- Les responsables emploient des images apocalyptiques de destruction dans le but de justifier leurs actes[6].

## Martyr et attentat-suicide
D'importants actes symboliques tel que le sacrifice du sang relie les actes de violence à la religion ainsi qu'au terrorisme. L'attentat-suicide, l'abnégation, ou le martyr ont été organisés et perpétrés à travers l'histoire par des groupes avec des motivations aussi bien politiques que religieuses. L'attentat-suicide ou le martyr est efficace, bon marché, facilement organisé, et extrêmement difficile à contrer, délivrant un maximum de dégât à petit prix. La nature choquante de l'attentat-suicide attire également l'attention du public. Glorifier la culture du martyr profite à l'organisation terroriste et inspire davantage de monde à rejoindre le mouvement. Selon un commentateur, la riposte contre les attentats-suicides augmenta le sentiment de victimisation du mouvement ainsi que l'engagement à adhérer à cette doctrine qu'ainsi que sa politique. Cette procédure visa à encourager le martyr, et par conséquent l'attentat-suicide, l'abnégation, ou le martyre représente un « bon rapport qualité-prix ». Robert Pape, un politologue spécialiste de l'attentat-suicide, réalisa un dossier de motivations profanes ainsi que de raisons, étant considérées comme les fondations de la plupart des attentats-suicides, souvent qualifiés de "religieux".

## Financement
Les activités terroristes du monde entier ne sont pas seulement soutenus par les systèmes organisés enseignant la guerre sainte comme l'appel le plus élevé, mais également via des méthodes de financement légales, illégales, et bien souvent indirectes de ces systèmes ; employant parfois des associations, y compris caritatives, comme fronts pour mobiliser ou canaliser des sources et des fonds. Les associations caritatives peuvent impliquer la provision de secours aux indigents, ainsi que des oblations et des dons caritatifs étant fondamentales à presque la totalité de ces systèmes religieux, dont le sacrifice est un avancement de la coutume.

## Critique du concept
Robert Pape compila la première base de données complète de chaque attentat-suicide documenté entre 1980 et 2003. Il affirme que les informations concernant les attentats-suicides sont profondément erronées - "Il existe une fine connexion entre l'attentat-suicide et le fondamentalisme islamique, ou l'une des religions du monde." Après avoir étudié 315 attentats-suicides ayant été perpétrés lors des deux dernières décennies, il conclut que les actions des kamikazes découlent d'un conflit politique, non de la religion. 
En 2000, Michael A. Sheehan déclara "Un nombre de groupes terroristes ont illustré leurs causes dans des termes religieux et culturels. Il s'agit souvent d'une tactique transparente élaborée afin de dissimuler des objectifs politiques, de générer le soutien du public, ainsi que de faire taire l'opposition."
Terry Nardin rédigea :
« Un problème courant est si le terrorisme religieux diffère réellement, dans son caractère et ses causes, du terrorisme politique... les défenseurs du terrorisme religieux raisonnent généralement en appliquant communément les principes moraux reconnus... Mais l'usage (ou le mésusage) des arguments moraux ne distingue pas les terroristes religieux des terroristes non religieux, puisque ces derniers s'appuient également sur de tels arguments afin de justifier leurs actes... le terrorisme politique peut également être symbolique... l'aliénation ainsi que la dépossession... sont aussi bien importantes dans d'autres formes de violence. En bref, un individu se demande si l'expression 'terrorisme religieux' est bien plus qu'une convenance journalistique. »
Le professeur Mark Juergensmeyer écrivit :
« ... la religion n'est pas innocente. Mais elle ne mène ordinairement pas à la violence. Cela ne survient qu'avec la coalescence  d'un lot étrange de circonstances - politiques, sociales, et idéologiques - lorsque la religion fusionne avec les expressions violentes des aspirations sociales, de la fierté personnelle, ainsi que des mouvements en vue du changement politique. »
et
« Qu'un individu emploie ou non le terme 'terroriste' dans le but de décrire les actes violents dépend si un individu pense que les actes sont justifiés. Dans une large mesure, l'usage du terme dépend sur la conception du monde de l'individu : si le monde est perçu comme paisible, les actes violents s'apparentent au terrorisme. Si le monde est pensé comme étant en guerre, les actes violents peuvent être considérés comme légitimes. Ils peuvent être perçus comme étant des attaques préventives, tel que des tactiques défensives dans des batailles en cours, ou en tant que symboles indiquant au monde qu'il est en effet dans un état de conflit grave, dangereux et ultime. »
David Kupelian rédigea : "La folie génocidaire ne peut être blâmée sur une philosophie particulière ou une religion."
Riaz Hassan écrivit : "Il s'agit de la politique, bien plus que le fanatisme religieux, ayant mené les terroristes à se faire exploser."
Le 2 juillet 2013, à Lahore, 50 universitaires musulmans du Sunni Ittehad Council (SIC) délivrèrent une fatwa collective contre les attentats-suicides, l'assassinat des innocents, les bombardements, ainsi que les meurtres ciblés se déclarant eux-mêmes comme haram ou défendus. 